# Solomon Lutnick
Solomon M. Lutnick (geb. 6. September 1928 in New York City; gest. 13. September 1979 in Syosset, Long Island) war ein US-amerikanischer Historiker.

## Familie
Salomon Lutnick wurde als Sohn eines Wäschereibesitzers in der Bronx geboren. 1950 heiratete er Jane Lieberman aus New Jersey, mit der er eine Tochter und zwei Söhne hatte. Sein Sohn Howard Lutnick wurde 2025 Handelsminister der Vereinigten Staaten. Lutniks Ehefrau, die Bildhauerin und Malerin war, starb 1978 im Alter von zweiundvierzig Jahren.

## Werdegang
Lutnick absolvierte nach der allgemeinen Hochschulreife ein Geschichtsstudium an der Columbia University. Er erlangte dort nach dem Bachelor und Master 1960 einen Doktorgrad (Ph.D.).
Nachdem er kurz am Hunter College der City University of New York gelehrt hatte, wechselte er 1956 zum Queens College der Universität, wo er den Rest seiner Laufbahn lehrte. Sein Forschungsschwerpunkt lag seit seinem Studium bei Richard B. Morris auf der Zeit der Amerikanischen Revolution. Sein Werk The American Revolution and the British Press aus dem Jahr 1967 wurde mehrfach wissenschaftlich zitiert. Daneben forschte er zu dem britischen Historiker und Politiker Edward Gibbon. Eine geplante Biographie kam jedoch aufgrund von Lutnicks Tod nicht mehr zum Abschluss.
Lutnick war zuletzt Associate Professor für Geschichte am Queens College. Er starb am 13. September 1979 nach langer Krankheit.
An ihn erinnert der Solomon Lutnick Prize, der jährlich an den Abgänger der Historischen Fakultät des Queens College mit den besten Leistungen in Amerikanischer Geschichte vergeben wird.

## Veröffentlichungen (Auswahl)
- The American Victory at Saratoga: A View from the British Press. In: New York History, Band 44, Nummer 2 (April 1963), S. 103–127. JSTOR:23157278.
- The Defeat at Yorktown: A View from the British Press. In: The Virginia Magazine of History and Biography, Band 72, Nummer 4 (Oktober 1964), S. 471–478. JSTOR:4247059.
- The American Revolution and the British Press, 1775–1783, University of Missouri Press, Columbia, Mo., 1967.
- Edward Gibbon and the Decline of the First British Empire: The Historian as Politician. In: Studies in Burke and His Time, Band 10, Nummer 2 (Winter 1968), 1097–1112